# Ziarul
Ziarul a fost un cotidian din România, înființat în anul 2002, de deputatul PSD Eugen Arnăutu.
Ulterior, a fost preluat de Cristian Burci, fostul proprietar al posturilor Prima TV și Kiss FM.
Ziarul și-a schimbat încă o dată proprietarul în octombrie 2007, după ce Nicolae Bara a decis, la doar câteva luni după preluare, să vândă acțiunile pe care le deținea la acestă publicație.
Viorel Sima, noul proprietar, a fost redactorul-șef al tabloidului Atac, iar în iunie 2008 era și proprietar al săptămânalului Umbra.
„Ziarul” vindea în ultima perioadă a anului 2006 - 23.500 de exemplare în fiecare zi.
Ziarul și-a încetat apariția în iunie 2008.